# Monika Jagaciak
Jac Monika Jagaciak, conhecida por Jac Jagaciak, (Poznań, 15 de janeiro de 1994) é uma modelo polaca mais conhecida por ter sido uma das Angels da Victoria's Secret desfilou nos Victoria's Secret Fashion Show de 2013, 2014 e 2015.
Ela é casada com Branislav Jankic.